# RS-24 Yars
El RS-24 «Yars» (en ruso: PC-24 «Ярс»; denominación OTAN: SS-27 Mod. 2) es un misil balístico intercontinental ruso, móvil, equipado con ojivas MIRV termonucleares, que se probó por primera vez el 29 de mayo de 2007 tras un proceso de I+D aparentemente secreto con objeto de sustituir al UR-100N. Entró en servicio en 2010 y en 2017 había 82 unidades con 328 ojivas termonucleares desplegadas. Lo complementan los RS-26 Rubezh y RS-28 Sarmat, actualmente en desarrollo.

## Desarrollo y despliegue inicial
Diseñado para derrotar a los sistemas antimisil presentes y futuros, fue lanzado por primera vez desde Plesetsk a las 14:20 hora local del 29 de mayo de 2007, y alcanzó sus blancos en el Polígono de tiro de Kurá (Kamchatka), a unos 6000 km de distancia pocos minutos después. Se trataría de una evolución del Topol-M, creada en respuesta al escudo antimisiles que Estados Unidos pretende desplegar en Norteamérica y Europa.
El segundo lanzamiento, con el mismo recorrido, se produjo el 25 de diciembre de 2007 a las 13:10 GMT, y constituyó un nuevo éxito.
Yuri Solomonov, director general del MITT, ha confirmado que el nuevo RS-24 es un desarrollo avanzado y con cabezas MIRV múltiples del Tópol M. Las ojivas múltiples son una de las técnicas empleadas para reducir la eficacia de los antimisiles, al multiplicar el número de atacantes simultáneos, junto con la etapa de impulsión ultrarrápida, la pronta liberación de las cabezas, la maniobrabilidad de las mismas en la fase final del vuelo y otras técnicas especiales. Su despliegue comenzó en el año 2010, con las primeras unidades asignadas a Teykovo y posteriormente a Novosibirsk.

## Operadores
Rusia82 misiles con 328 ojivas desplegados en silos y camiones erectores-lanzadores en 2017 (bases de Kozelsk, Tagil, Novosibirsk y Teykovo).